# Kütahya
Kütahya è una città della Turchia occidentale, capoluogo dell'omonima provincia. La città sorge sul fiume Porsuk.

## Storia
In epoca romana e greca la città era nota come Cotieo (lat. Cotyaeum) nome che resta alla sede vescovile cattolica.

## Amministrazione

### Gemellaggi
- Bavly, Repubblica autonoma del Tatarstan, Federazione Russa